# Hellfighters (film)
Hellfighters is een Amerikaanse film uit 1968, geregisseerd door Andrew V. McLaglen met in de hoofdrollen John Wayne, Katharine Ross, Jim Hutton, Vera Miles en Jay C. Flippen.

## Verhaal
Hellfighters vertelt het verhaal van een groepje brandweermannen gespecialiseerd in het blussen van oliebranden.

## Cast
| Acteur             | Personage        |
| ------------------ | ---------------- |
| John Wayne         | Chance Buckman   |
| Vera Miles         | Madelyn Buckman  |
| Katharine Ross     | Tish Buckman     |
| Jim Hutton         | Greg Parker      |
| Jay C. Flippen     | Jack Lomax       |
| Bruce Cabot        | Joe Horn         |
| Barbara Stuart     | Irene Foster     |
| Edward Faulkner    | George Harris    |
| Edmund Hashim      | Colonel Valdez   |
| Alberto Morin      | General Lopez    |
| Howard Finch       | Ed 'Cal' Calhoun |
| Valentin de Vargas | Amal Bokru       |
| Frances Fong       | Madame Loo       |
| Alan Caillou       | Harry York       |
| John Alderson      | Jim Hatch        |